# Blankenbergse Dijk

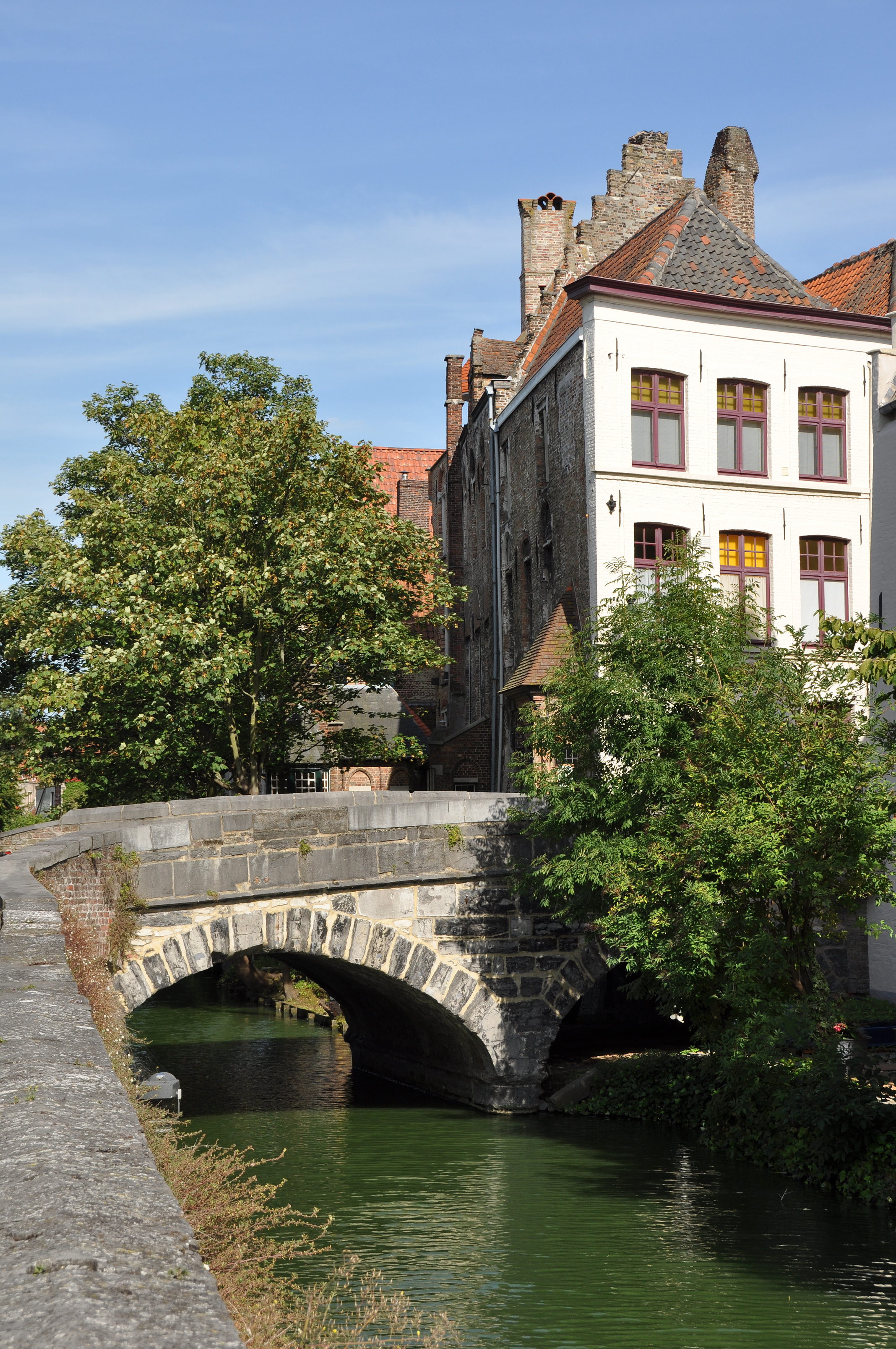
De Vlamingbrug.

De Blankenbergse Dijk of Gentele was de eerste dijk in de Vlaamse polders en was van groot belang in de geschiedenis van Brugge. Ze verbond Brugge met Uitkerke bij Blankenberge.
De dijk werd rond het jaar 1000 aangelegd. Toen begonnen lekenbroeders van nabijgelegen abdijen te werken aan de drooglegging van de moerassen en het ontginnen van de woeste grond tussen Brugge en de nu nog bestaande duinen aan de kust. Ze kregen de schorren in leen van de regerende graven van Vlaanderen om ze in cultuur te brengen.
De dijken hadden vooral de bedoeling de zee weg te houden van dit drooggevallen gebied om aldus gronden droog te houden. De eerste dijk werd gebouwd om bij storm het water uit de open Gentelekreek te beletten het Oudland te overspoelen. Met Oudland worden de vroegst (11e eeuw) aangelegde polders bedoeld. Die kreek lag ongeveer waar nu het Boudewijnkanaal ligt, maar was veel breder en liep door tot tegen Brugge om te eindigen in de huidige Langerei.
Die nieuwe dijk, recht naar de duinen, vertrok uit Brugge aan de Vlamingbrug. De Vlamingbrug bestaat nog altijd en lag over de Boterbeek, nu de Augustijnenrei, een natuurlijke waterloop die de eerste grens vormde van de oude stad. Buiten die grens lag het dorpje Sint-Gillis.
Die dijk werd in zijn geheel de Gentele genoemd. Die naam sloeg oorspronkelijk op een driehoekig stuk land waarop de kerk van Uitkerke werd gebouwd en waar de dijk eindigde.
De Dijk volgde in Brugge de volgende straten (huidige benamingen): Sint-Jorisstraat, Vlamingdam, Nikolaas Gombertstraat, Sint-Pietersgroenestraat, het doodlopende straatje voorbij de Sint-Pieterskerk tot aan de spoorweg. Daar voorbij liep de Blankenbergse Dijk tot de Spreeuwenstraat. De oude dijk loopt dan rechts naast de Spreeuwenstraat tot aan de huidige expresweg N31. Voorbij die weg wordt op het grondgebied van Zuienkerke en Blankenberge ook de naam Blankenbergse Dijk gebruikt. In november 2008 werd een fietsersbrug over de expresweg ingehuldigd die officieel de naam Gentelebrug kreeg.
De naam Gentele begon in de 14de eeuw te verdwijnen. Vier namen kwamen in de plaats: de Vlamingdam (die nog bestaat), ’t Dreveken (nu Nikolaas Gombertstraat), de Groene dijk of Den Groenen Wech, nu Sint-Pietersgroenestraat en verder Blankenbergse Dijk langs Zuienkerke en Sint-Jans-op-den-Dijk. De Blankenbergse Dijk is nu de meest gebruikelijke naam om de dijk aan te geven.
De Gentele is niet te vergelijken met moderne dijken. Het was een brede, niet hoge dijk waarop eerst een schapenweg kwam en later de oudste weg naar Blankenberge. Gemiddeld was de basis 25 meter breed.
Later werd er van Oudenburg naar de duinen van Bredene ook een dijk gebouwd. Daarachter lag er immers een andere dreigende kreek. Oudenburg ligt op de rand van de polders en was ook grotendeels gevrijwaard van de overstromingen. Deze dijk werd de Zidelinge genoemd.
Hoewel dit Oudland, tussen Gentele en Zidelinge, van de zee was afgesneden door een natuurlijke duinenrij, werd er toch nog een dijk gebouwd achter de duinen en evenwijdig aan de zee van Bredene naar Uitkerke.